# For Darkest Eyes
For Darkest Eyes er den første video udgivelse af det britiske death/doom metal-band My Dying Bride. Først blev den filmet som en VHS, og udgivet i 1997, men blev senere udgivet på DVD i 2002, hvor der blev lavet et andet omslag. Live optagelse fra Willem II i Holland den 3. november 1993, billedgalleriet og koncertsangen "Sear Me" fra Simplon i 1992 var ikke med på VHS versionen på grund af tekniske problemer. 

## Original VHS udgivelse

### Videoklip
1. Symphonaire Infernus Et Spera Empyrium  – 5:31
2. The Thrash Of Naked Limbs  – 4:41
3. The Songless Bird  – 4:49
4. I Am The Bloody Earth
5. The Cry of Mankind  – 4:45
6. For You  – 4:16

### Live – Krakow, Polen 01/03/1996
1. A Sea To Suffer In  – 6:11
2. The Songless Bird  – 6:07
3. The Crown of Sympathy  – 9:47
4. The Thrash of Naked Limbs  – 6:33
5. The Cry of Mankind  – 6:53
6. Your River  – 7:47
7. Black voyage  – 9:27
8. Your Shameful Heaven  – 6:03
9. From Darkest Skies  – 7:54
10. The Forever People  – 5:00

## DVD udgivelsen

### Videoklip
1. Symphonaire Infernus Et Spera Empyrium  – 5:31
2. The Thrash of Naked Limbs  – 4:41
3. The Songless Bird  – 4:49
4. I Am The Bloody Earth
5. The Cry of Mankind  – 4:45
6. For You  – 4:16

### Live – Krakow, Poland 01/03/1996
1. A Sea To Suffer In  – 6:11
2. The Songless Bird  – 6:07
3. The Crown of Sympathy  – 9:47
4. The Thrash of Naked Limbs  – 6:33
5. The Cry of Mankind  – 6:53
6. Your River  – 7:47
7. Black voyage  – 9:27
8. Your Shameful Heaven  – 6:03
9. From Darkest Skies  – 7:54
10. The Forever People  – 5:00

### Live – Willem II, i Holland 07/11/1993
1. The Songless Bird  – 7:20
2. The Snow In My Hand  – 7:10
3. The Crown of sympathy  – 10:29
4. The Thrash of Naked Limbs  – 6:56
5. I Am the Bloody Earth  – 6:59
6. Symphonaire Infernus Et Spera Empyrium  – 5:52
7. Turn Loose The Swans  – 10:37
8. Sear Me MCMXCIII  – 7:10
9. Sear Me [Live in Simplon 1992]

### Live – Dynamo Festival 1995
1. Your River  – 8:37
2. A Sea To Suffer In  – 6:44
3. The Songless Bird  – 7:04
4. The Cry Of Mankind  – 6:46

### Gallery
1. The Band  – 7:18
2. Artwork  – 3:37